# Ferrocarril de la Mina El Tofo
El Ferrocarril de la Mina El Tofo fue una línea ferroviaria existente en la Región de Coquimbo, operada por la Bethlehem Iron Mines Company y posteriormente la Compañía Minera del Pacífico (CMP), destinada al transporte de mineral de hierro desde el mineral de El Tofo al puerto de Cruz Grande. Fue el primer ferrocarril eléctrico para transporte de carga construido en Sudamérica.

## Historia
Antes de la construcción del ferrocarril eléctrico existía entre las minas de El Tofo y la caleta de Cruz Grande un andarivel que podía transportar 1000 toneladas diarias de mineral.
La construcción del ferrocarril, a cargo de la firma Slaughters & Ross, se inició el 1 de noviembre de 1914 —la concesión para construir y operar por 60 años la vía fue otorgada por el Decreto 657 del Ministerio de Ferrocarriles el 27 del mismo mes—, y fue inaugurada oficialmente el 24 de diciembre de 1921, empezando sus servicios en todo el tramo en 1922; ya en septiembre de 1917 se habían iniciado las pruebas con las locomotoras. Los postes que sostenían la catenaria que entregaba electricidad a los trenes se encontraban separados entre 20 y 25 metros. Al mismo tiempo, cada locomotora poseía acoplados a los ejes de sus ruedas cuatro motores generadores de 250 kW, con los cuales generaba electricidad durante la bajada de los trenes cargados que le permitían realizar el trayecto de subida con los vagones vacíos.
En 1921 los trenes estaban compuestos por 7 carros de 100 toneladas cada uno y arrastrados por una locomotora de 110 toneladas con 1200 HP de potencia y 2400 voltios de corriente continua, mientras que hacia 1927 el ferrocarril poseía 3 locomotoras General Electric —cada una pesaba alrededor de 120 toneladas— y cada tren se componía de 17 carros de 50 toneladas cada uno. Posteriormente en los años 1930 se sumarían nuevas locomotoras.
Tras la adquisición de las minas de Bethlehem Chile por parte del Estado en 1971, y su traspaso a la Compañía Minera del Pacífico, la mina continuó su actividad hasta la fecha en que venció la concesión. El ferrocarril dejó de circular con el cierre de la mina El Tofo, el 8 de diciembre de 1974. Posteriormente los vagones y locomotoras fueron desguasados y las vías levantadas en su totalidad.